# Arany Málna díj a legrosszabb filmnek
A legrosszabb film Arany Málna díját (angolul: Golden Raspberry Award for Worst Picture) a Los Angeles-i székhelyű Arany Málna Díj Alapítvány  1981 óta ítéli oda annak az előző évben készült és forgalomba került amerikai filmnek, amelyet a több száz akadémiai tag a „legpocsékabbnak” ítélt.
A díjra jelölt alkotások listáját minden év elején, az Oscar-díjra jelöltek kihirdetése előtti napon hozzák nyilvánosságra. A „nyertes” film megnevezése minden év február végén, március elején, az Oscar-gála előtti napon történik, valamelyik hollywoodi vagy Santa Barbara-i rendezvényteremben tartott ünnepség keretében.
Az első alkalommal tíz alkotást neveztek a díjra, 1982 óta viszont ötöt.
Az alábbiakban a díjra jelölt és „győztes” filmek évenkénti listája található, a filmproducerek, valamint a forgalmazó cégek  neveivel.

## Díjazottak és jelöltek
| „Győztes” – félkövérrel szedve, szürkéskék háttérrel |

### 1980-as évek
| Év   | „Győztesek” és jelöltek |
| ---- | --- |
| 1981 | Zenebolondok, producer: Allan Carr (Associated Film Distribution – AFD)                                                                                                   |
| 1981 | Portyán, producer: Jerry Weintraub (Lorimar Productions/United Artists)                                                                                                   |
| 1981 | A képlet, producer: Steve Shagan (Metro-Goldwyn-Mayer/United Artists) |
| 1981 | Péntek 13., producer: Sean S. Cunningham (Paramount Pictures) |
| 1981 | Jazz énekes, producer: Jerry Leider (AFD) |
| 1981 | A meztelen bomba, producer: Jennings Lang (Universal Studios) |
| 1981 | A Titanic kincse, producer: William Frye (AFD) |
| 1981 | Hármas számú űrbázis, producer: Stanley Donen (AFD) |
| 1981 | Windows, producer: Michael Lobell (United Artists) |
| 1981 | Xanadu, producer: Lawrence Gordon (Universal) |
| 1982 | Anyu a sztár, producer: Frank Yablans (Paramount) |
| 1982 | Végtelen szerelem, producer: Dyson Lovell (Universal/PolyGram) |
| 1982 | A mennyország kapuja, producer: Joann Carelli (United Artists) |
| 1982 | Az álarcos lovas legendája, producer: Walter Coblenz (Universal/Associated Film Distribution – AFD)                                                                       |
| 1982 | Tarzan, a majomember, producer: Bo Derek (MGM/United Artists) |
| 1983 | Inchon, producer: Mitsuhari Ishii (MGM) |
| 1983 | Annie, producer: Ray Stark (Columbia/Rastar) |
| 1983 | Lepke, producer: Matt Cimber (Analysis Releasing) |
| 1983 | Világrendőrség, producer: Albert S. Ruddy (20th Century Fox) |
| 1983 | The Pirate Movie, producer: David Joseph (20th Century Fox) |
| 1984 | The Lonely Lady, producer: Robert R. Weston (Universal) |
| 1984 | Herkules, a világ ura, producer: Menahem Golan és Yoram Globus (MGM/UA / Cannon Films)                                                                                    |
| 1984 | Cápa 3., producer: Rupert Hitzig (Universal) |
| 1984 | Tollas futam, producer: Hank Moonjean (Warner Bros. / Universal) |
| 1984 | Két fél egy egész, producer: Roger M. Rothstein és Joe Wizan (20th Century Fox)                                                                                           |
| 1985 | Bolero, producer: Bo Derek (Cannon Films) |
| 1985 | Ágyúgolyó futam 2., producer: Albert S. Ruddy (Warner Bros.) |
| 1985 | Énekes izompacsirta, producer: Marvin Worth és Howard Smith (20th Century Fox)                                                                                            |
| 1985 | Pasivadászat kezdőknek, producer: Allan Carr (TriStar Pictures) |
| 1985 | Sheena, a dzsungel királynője, producer: Paul Aratow (Columbia) |
| 1986 | Rambo II., producer: Buzz Feitshans (TriStar Pictures) |
| 1986 | Amerika fegyverben, producer: Irwin Winkler (Warner Bros.) |
| 1986 | A sárkány éve, producer: Dino deLaurentiis (Metro-Goldwyn-Mayer / United Artists)                                                                                         |
| 1986 | Lázas szenvedély, producer: Freddie Fields (Metro-Goldwyn-Mayer / United Artists)                                                                                         |
| 1986 | Rocky IV, producer: Irwin Winkler és Robert Chartoff (Metro-Goldwyn-Mayer / United Artists)                                                                               |
| 1987 | Howard, a kacsa, producer: Gloria Katz (Universal Studios) (megosztva) A telihold alatt, producer: Bob Cavallo, Joe Ruffalo és Steven Fargnoli (Warner Bros.) (megosztva) |
| 1987 | Blue City, producer: William Hayward és Walter Hill (Paramount Pictures)                                                                                                  |
| 1987 | Kobra, producer: Menahem Golan és Yoram Globus (Warner Bros./Cannon Films)                                                                                                |
| 1987 | Sanghaji meglepetés, producer: John Kohn (Metro-Goldwyn-Mayer) |
| 1988 | Leonard, a titkosügynök, producer: Bill Cosby (Columbia) |
| 1988 | Ishtar, producer: Warren Beatty (Columbia) |
| 1988 | Cápa 4. – A cápa bosszúja, producer: Joseph Sargent (Universal Studios)                                                                                                   |
| 1988 | Kemény fiúk tánca, producer: Menahem Golan és Yoram Globus (Cannon Group)                                                                                                 |
| 1988 | Ki ez a lány?, producer: Rosilyn Heller és Bernard Williams (Warner Bros.)                                                                                                |
| 1989 | Koktél, producer: Ted Field és Robert W. Cort (Touchstone Pictures) |
| 1989 | Golfőrültek 2., producer: Neil Canton, Jon Peters és Peter Guber (Warner Bros.)                                                                                           |
| 1989 | Sürgető ügető, producer: Steve Tisch (Warner Bros.) |
| 1989 | Mac, a földönkívüli barát, producer: R.J. Louis (Orion Pictures) |
| 1989 | Rambo III., producer: Buzz Feitshans (TriStar Pictures) |

### 1990-es évek
| Év   | „Győztesek” és jelöltek |
| ---- | --- |
| 1990 | Star Trek V: A végső határ, producer: Harve Bennett (Paramount Pictures)                                                                         |
| 1990 | Karate kölyök 3., producer: Jerry Weintraub (Columbia Pictures)                                                                                  |
| 1990 | A bosszú börtönében, producer: Lawrence Gordon (TriStar Pictures)                                                                                |
| 1990 | Országúti diszkó, producer: Joel Silver (United Artists)                                                                                         |
| 1990 | Ágyúgolyó futam 3. – Sebességzóna, producer: Murray Shostak (Orion Pictures)                                                                     |
| 1991 | Ford Fairlane kalandjai, producer: Joel Silver (20th Century Fox) (megosztva) Szellemképtelenség, producer: Bo Derek (Triumph Films) (megosztva) |
| 1991 | Hiúságok máglyája, producer: Brian De Palma (Warner Bros.)                                                                                       |
| 1991 | Az irkafirka híd, producer: Randy Phillips (Warner Bros.)                                                                                        |
| 1991 | Rocky V, producer: Robert Chartoff, Irwin Winkler (United Artists)                                                                               |
| 1992 | Hudson Hawk – Egy mestertolvaj aranyat ér, producer: Joel Silver (TriStar Pictures)                                                              |
| 1992 | Ice Baby, producer: Carolyn Pfeiffer és Lionel Wigram (Universal Studios)                                                                        |
| 1992 | Dice Rules, producer: Fred Silverstein (Seven Arts/20th Century Fox)                                                                             |
| 1992 | Eszelős szívatás, producer: Robert K. Weiss (Warner Bros.)                                                                                       |
| 1992 | Visszatérés a kék lagúnába, producer: William A. Graham (Columbia Pictures)                                                                      |
| 1993 | Felhők közül a nap, producer: Howard Rosenman és Carol Baum (20th Century Fox)                                                                   |
| 1993 | Több mint testőr, producer: Lawrence Kasdan, Jim Wilson és Kevin Costner (Warner Bros.)                                                          |
| 1993 | Kolumbusz, a felfedező, producer: Ilya Salkind (Warner Bros.)                                                                                    |
| 1993 | Dermesztő szenvedélyek, producer: Charles Roven, Paul Junger Witt és Tony Thomas (Warner Bros.)                                                  |
| 1993 | Rikkancsok, producer: Michael Fiunnell (Walt Disney Pictures)                                                                                    |
| 1994 | Tisztességtelen ajánlat, producer: Sherry Lansing (Paramount Pictures)                                                                           |
| 1994 | A tanú teste, producer: Dino De Laurentiis (Metro-Goldwyn-Mayer/United Artists)                                                                  |
| 1994 | Cliffhanger – Függő játszma, producer: Renny Harlin és Alan Marshall (TriStar Pictures)                                                          |
| 1994 | Az utolsó akcióhős, producer: John McTiernan (Columbia)                                                                                          |
| 1994 | Sliver, producer: Robert Evans (Paramount Pictures)                                                                                              |
| 1995 | Az éj színe, producer: Buzz Feitshans és David Matalon (Hollywood Pictures)                                                                      |
| 1995 | Világgá mentem, producer: Rob Reiner és Alan Zweibel (Columbia Pictures)                                                                         |
| 1995 | Lángoló jég, producer: Julius R. Nasso és Steven Seagal (Warner Bros.)                                                                           |
| 1995 | A specialista, producer: Jerry Weintraub (Warner Bros.)                                                                                          |
| 1995 | Wyatt Earp, producer: Kevin Costner, Lawrence Kasdan és Jim Wilson (Warner Bros.)                                                                |
| 1996 | Showgirls, producer: Alan Marshall és Charles Evans (Metro-Goldwyn-Mayer/United Artists)                                                         |
| 1996 | Kongó, producer: Kathleen Kennedy és Sam Mercer (Paramount Pictures)                                                                             |
| 1996 | Pat, a rejtélyes, producer: Charles B. Wessler (Touchstone Pictures)                                                                             |
| 1996 | A skarlát betű, producer: Roland Joffé és Andrew G. Vajna (Hollywood Pictures)                                                                   |
| 1996 | Waterworld – Vízivilág, producer: Charles Gordon, John Davis és Kevin Costner (Universal Studios)                                                |
| 1997 | Sztriptíz, producer: Mike Lobell (Columbia Pictures/Castle Rock Entertainment)                                                                   |
| 1997 | Barb Wire – Bosszúálló angyal, producer: Mike Richardson, Todd Moyer és Brad Wyman (Gramercy Pictures)                                           |
| 1997 | Ed – Madarat tolláról, producer: Rosalie Swedlin (Universal Studios)                                                                             |
| 1997 | Dr. Moreau szigete, producer: Edward R. Pressman (New Line Cinema)                                                                               |
| 1997 | Lökött bagázs, producer: Leslie Belzberg (New Line Cinema/Savoy Pictures)                                                                        |
| 1998 | A jövő hírnöke, producer: Kevin Costner, Steve Tisch és Jim Wilson (Warner Bros.)                                                                |
| 1998 | Anakonda, producer: Verna Harrah, Leonard Rabinowitz és Carole Little (Columbia Pictures)                                                        |
| 1998 | Batman és Robin, producer: Peter MacGregor-Scott (Warner Bros.)                                                                                  |
| 1998 | Féktelenül 2. – Teljes gőzzel, producer: Jan de Bont és Michael Peyser (20th Century Fox)                                                        |
| 1998 | Tűz a mélyben, producer: Julius R. Nasso és Steven Seagal (Warner Bros.)                                                                         |
| 1999 | An Alan Smithee Film: Burn Hollywood Burn, producer: Ben Myron (Hollywood Pictures)                                                              |
| 1999 | Armageddon, producer: Jerry Bruckheimer, Gale Anne Hurd és Michael Bay (Touchstone Pictures)                                                     |
| 1999 | Bosszúállók, producer: Jerry Weintraub (Warner Bros.)                                                                                            |
| 1999 | Godzilla, producer: Dean Devlin (TriStar Pictures)                                                                                               |
| 1999 | Spice World, producer: Uri Fruchtmann és Barnaby Thompson (Columbia Pictures)                                                                    |

### 2000-es évek
| Év   | „Győztesek” és jelöltek |
| ---- | --- |
| 2000 | Wild Wild West – Vadiúj vadnyugat, producer: Jon Peters (Warner Bros.) |
| 2000 | Apafej, producer: Sidney Ganis és Jack Giarraputo (Columbia Pictures) |
| 2000 | Az átok, producer: Susan Arnold, Donna Roth és Colin Wilson (DreamWorks) |
| 2000 | Ideglelés, producer: Robin Cowie és Gregg Hale (Artisan Entertainment) |
| 2000 | Star Wars I. rész – Baljós árnyak, producer: George Lucas és Rick McCallum (20th Century Fox) |
| 2001 | Háború a Földön, producer: Jonathan Krane, Elie Samaha és John Travolta (Warner Bros.) |
| 2001 | Blair Witch – Ideglelés 2., producer: Bill Carraro (Artisan Entertainment) |
| 2001 | A Flintstone család 2. – Viva Rock Vegas, producer: Bruce Cohen (Universal Studios) |
| 2001 | Sátánka – Pokoli poronty, producer: Jack Giarraputo és Robert Simonds (New Line Cinema) |
| 2001 | A második legjobb dolog, producer: Tom Rosenberg, Leslie Dixon, Linne Radmin és Gary Lucchesi (Paramount Pictures)                                                                                        |
| 2002 | Eszement Freddy, producer: Larry Brezner, Howard Lapides és Lauren Lloyd (20th Century Fox) |
| 2002 | Felpörgetve, producer: Renny Harlin, Elie Samaha és Sylvester Stallone (Franchise Pictures/Warner Bros.)                                                                                                  |
| 2002 | Glitter – Ami fénylik, producer: Laurence Mark (20th Century Fox/Columbia Pictures) |
| 2002 | Milliókért a pokolba, producer: Demian Lichtenstein, Eric Manes, Elie Samaha, Richard Spero és Andrew Stevens (Franchise Pictures/Warner Bros.)                                                           |
| 2002 | Pearl Harbor – Égi háború, producer: Michael Bay és Jerry Bruckheimer (Touchstone Pictures) |
| 2003 | Hullámhegy, producer: Matthew Vaughn (Screen Gems) |
| 2003 | Pluto Nash – Hold volt, hol nem volt..., producer: Martin Bregman, Michael Scott Bregman és Louis A. Stroller (Warner Bros.)                                                                              |
| 2003 | Álmok útján, producer: David Gale (Paramount Pictures) |
| 2003 | Pinokkió, producer: Gianluigi Braschi (Miramax) |
| 2003 | Star Wars II. rész – A klónok támadása, producer: Rick McCallum (20th Century Fox) |
| 2004 | Gengszter románc, producer: John Hardy, Martin Brest és Casey Silver (Columbia Pictures/Revolution Studios)                                                                                               |
| 2004 | A Macska – Le a kalappal!, producer: Brian Grazer (Universal Pictures/DreamWorks) |
| 2004 | Az igazi CanCun, producer: Rick de Oliveira (New Line Cinema) |
| 2004 | Charlie angyalai: Teljes gázzal, producer: Leonard Goldberg, Drew Barrymore és Nancy Juvonen (Columbia Pictures)                                                                                          |
| 2004 | Strandszerelem, producer: Robert Engelman (20th Century Fox) |
| 2005 | A Macskanő, producer: Denise Di Novi és Edward McDonnell (Warner Bros.) |
| 2005 | Feketék fehéren, producer: Shawn Wayans, Marlon Wayans, Rick Alvarez és Lee R. Maye (Columbia/Revolution)                                                                                                 |
| 2005 | Minizsenik 2., producer: Steven Paul (Triumph Films) |
| 2005 | Nagy Sándor, a hódító, producer: Moritz Borman, Thomas Schühly, Jon Kilik és Iain Smith (Warner Bros.) |
| 2005 | Túlélni a karácsonyt, producer: Betty Thomas és Jenno Topping (DreamWorks) |
| 2006 | Piszkos szerelem, producer: John Mallory Asher, BJ Davis, Rod Hamilton, Kimberley Kates, Michael Manasseri és Jenny McCarthy (First Look Pictures)                                                        |
| 2006 | A Maszk 2. – A Maszk fia, producer: Erica Huggins és Scott Kroopf (New Line Cinema) |
| 2006 | Hazárd megye lordjai, producer: Bill Gerber (Warner Bros./Village Roadshow Pictures) |
| 2006 | Tök alsó 2. – Európai turné, producer: John Schneider, Adam Sandler és Jack Giarraputo (Sony/Columbia Pictures)                                                                                           |
| 2006 | Viasztestek, producer: Joel Silver, Robert Zemeckis és Susan Levin (Warner Bros.) |
| 2007 | Elemi ösztön 2., producer: Mario Kassar, Joel B. Michaels és Andrew G. Vajna (Sony/Columbia) |
| 2007 | BloodRayne – Az igazság árnyékában, producer: Uwe Boll, Daniel Clarke és Shawn Williamson (Romar Entertainment)                                                                                           |
| 2007 | Kiscsávó, producer: Keenen Ivory Wayans, Marlon Wayans, Shawn Wayans, Lee Mayes és Rick Alvarez (Sony/Revolution)                                                                                         |
| 2007 | Lány a vízben, producer: M. Night Shyamalan és Sam Mercer (Warner Bros.) |
| 2007 | Rejtélyek szigete, producer: Nicolas Cage és Avi Lerner (Warner Bros.) |
| 2008 | Tudom, ki ölt meg, producer: Frank Mancuso Jr. és David Grace (Sony/TriStar) |
| 2008 | Bratz – Talpra, csajok!, producer: Isaac Larian, Avi Arad és Steven Paul (Lions Gate) |
| 2008 | Férj és férj, producer: Adam Sandler, Jack Giarraputo és Tom Shadyac (Universal) |
| 2008 | Norbit, producer: John Davis, Eddie Murphy és Mike Tollin (DreamWorks) |
| 2008 | Oviapu 2., producer: William Sherak és Jason Shuman (Sony/TriStar/Revolution) |
| 2009 | Love Guru, producer: Mike Myers és Gary Barber (Paramount) |
| 2009 | A dögös és a dög, producer: Hadeel Reda, Neal Ramer, Victoria Nevinny és Myles Nestel (Regent Releasing)                                                                                                  |
| 2009 | Az esemény, producer: Barry Mendel, Sam Mercer és M. Night Shyamalan (20th Century Fox) |
| 2009 | A király nevében, producer: Uwe Boll, Dan Clarke, Shawn Williamson és Wolfgang Herold (Boll KG/Brightlight Pictures)                                                                                      |
| 2009 | Katasztrófafilm, producer: Jason Friedberg, Aaron Seltzer és Peter Safran (Lionsgate) (megosztva) Spárta a köbön, producer: Jason Friedberg, Aaron Seltzer és Peter Safran (20th Century Fox) (megosztva) |

### 2010-es évek
| Év   | „Győztesek” és jelöltek |
| ---- | --- |
| 2010 | Transformers: A bukottak bosszúja, producer: Ian Bryce, Tom DeSanto és Lorenzo di Bonaventura (DreamWorks/Paramount)                                          |
| 2010 | Az elveszettek földje, producer: Sid Krofft, Marty Krofft és Jimmy Miller (Universal)                                                                         |
| 2010 | G. I. Joe: A kobra árnyéka, producer: Stephen Sommers, Lorenzo di Bonaventura és Bob Ducsay (Paramount/Hasbro)                                                |
| 2010 | Ő a megoldás, producer: Sandra Bullock, Mary McLaglen (20th Century Fox)                                                                                      |
| 2010 | Vén csontok, producer: Andrew Panay, Peter Abrams és Robert Levy (Disney)                                                                                     |
| 2011 | Az utolsó léghajlító, producer: M. Night Shyamalan, Sam Mercer, Frank Marshall és Scott Aversano (Paramount/Nickelodeon)                                      |
| 2011 | Alkonyat – Napfogyatkozás, producer: Wyck Godfrey, Greg Mooradian és Karen Rosenfelt (Summit Entertainment)                                                   |
| 2011 | Exférj újratöltve, producer: Neal H. Moritz (Columbia) |
| 2011 | Szex és New York 2., producer: Michael Patrick King, Sarah Jessica Parker, Darren Star és John Melfi (New Line/HBO/Village Roadshow)                          |
| 2011 | Vámpíros film, producer: Peter Safran (Regency/20th Century Fox)                                                                                              |
| 2012 | Jack és Jill, producer: Adam Sandler, Jack Giarraputo és Todd Garner (Columbia Pictures)                                                                      |
| 2012 | Alkonyat: Hajnalhasadás – 1. rész, producer: Wyck Godfrey, Karen Rosenfelt és Stephenie Meyer (Summit Entertainment)                                          |
| 2012 | Bucky Larson: Született filmcsillag, producer: Adam Sandler, Jack Giarraputo, Allen Covert, Nick Swardson és David Dorfman (Columbia Pictures)                |
| 2012 | Szilveszter éjjel, producer: Mike Karz, Wayne Allan Rice és Garry Marshall (Warner Bros./New Line Cinema)                                                     |
| 2012 | Transformers 3., producer: Don Murphy, Tom DeSanto, Lorenzo di Bonaventura és Ian Bryce (Paramount Pictures)                                                  |
| 2013 | Alkonyat: Hajnalhasadás – 2. rész, producer: Wyck Godfrey, Karen Rosenfelt és Stephenie Meyer (Summit Entertainment)                                          |
| 2013 | Apa ég!, producer: Adam Sandler, Allen Covert, Jack Giarraputo és Heather Parry (Columbia Pictures)                                                           |
| 2013 | Csatahajó, producer: Peter Berg, Brian Goldner, Duncan Henderson, Bennett Schneir és Scott Stuber (Universal Pictures)                                        |
| 2013 | Ezer szó, producer: Alain Chabat, Stephanie Danan, Nicolas Cage, Norman Golightly, Brian Robbins és Sharla Sumpter Bridgett (Paramount Pictures / DreamWorks) |
| 2013 | The Oogieloves in the Big Balloon Adventure, producer: Kenn Viselman és Gayle Dickie (Kenn Viselman Presents)                                                 |
| 2014 | Movie 43: Botrányfilm, producer: Charles B. Wessler, Peter Farrelly, Ryan Kavanaugh, John Penotti (Relativity Media)                                          |
| 2014 | A Föld után, producer: James Lassiter, Will Smith (Columbia)                                                                                                  |
| 2014 | A Madea Christmas, producer: Ozzie Areu, Jennifer Booth, Tyler Perry (Lionsgate)                                                                              |
| 2014 | A magányos lovas, producer: Jerry Bruckheimer, Gore Verbinski (Disney)                                                                                        |
| 2014 | Nagyfiúk 2., producer: Jack Giarraputo, Adam Sandler (Columbia)                                                                                               |
| 2015 | Saving Christmas, producer: Ralph Henley, David Shannon, Darren Doane, Ankara Rosser (Camfam Studios, Provident Films)                                        |
| 2015 | Az otthagyottak, producer: Christopher Sean Brown, Jason Hewitt (Stoney Lake Entertainment)                                                                   |
| 2015 | Herkules legendája, producer: Boaz Davidson, Renny Harlin, Danny Lerner, Les Weldon (Millennium Films)                                                        |
| 2015 | Tini nindzsa teknőcök, producer: Michael Bay, Andrew Form (Nickelodeon Movies)                                                                                |
| 2015 | Transformers: A kihalás kora, producer: Steven Spielberg, Tom DeSanto, Lorenzo di Bonaventura, Don Murphy (Paramount Pictures / DreamWorks)                   |
| 2016 | A szürke ötven árnyalata, producer: Dana Brunetti, Michael De Luca és E.L. James (Universal Pictures/Focus Features)                                          |
| 2016 | Fantasztikus Négyes, producer: Gregory Goodman, Simon Kinberg, Robert Kulzer, Stan Lee és Hutch Parker (20th Century Fox)                                     |
| 2016 | Jupiter felemelkedése, producer: Lana Wachowski, Andy Wachowski, Grant Hill (Warner Bros.)                                                                    |
| 2016 | A pláza ásza Vegasban, producer: Todd Garner, Jack Giarraputo, Kevin James, Adam Sandler (Columbia Pictures)                                                  |
| 2016 | Pixel, producer: Michael Barnathan, Chris Columbus, Allen Covert, Mark Radcliffe és Adam Sandler (Columbia Pictures)                                          |
| 2017 | Hillary's America: The Secret History of the Democratic Party, producer: Gerald R. Molen (D'Souza Media)                                                      |
| 2017 | A függetlenség napja – Feltámadás, producer: Dean Devlin, Roland Emmerich, Harald Kloser (20th Century Fox)                                                   |
| 2017 | Batman Superman ellen – Az igazság hajnala, producer: Christopher Nolan (DC Entertainment)                                                                    |
| 2017 | Egyiptom istenei, producer: Basil Iwanyk, Alex Proyas, (Thunder Road Pictures/Mystery Clock Cinema)                                                           |
| 2017 | Nagyfater elszabadul, producer: Jason Barrett, Bill Block, Barry Josephson, Michael Simkins (BillBlock Media)                                                 |
| 2017 | Zoolander 2., producer: Stuart Cornfeld, Scott Rudin, Ben Stiller, Clayton Townsend, Marco Valerio Pugini (Red Hour Productions)                              |
| 2018 | Az Emoji-film, producer: Michelle Raimo Kouyate (Columbia Pictures)                                                                                           |
| 2018 | A múmia, producer: Sarah Bradshaw, Sean Daniel, Alex Kurtzman, Chris Morgan (Universal Pictures)                                                              |
| 2018 | A sötét ötven árnyalata, producer: Dana Brunetti, Michael De Luca, E. L. James, Marcus Viscidi (Universal Pictures/Focus Features)                            |
| 2018 | Baywatch, producer: Michael Berk, Gregory J. Bonann, Beau Flynn, Ivan Reitman, Douglas Schwartz (Paramount Pictures)                                          |
| 2018 | Transformers: Az utolsó lovag, producer: Ian Bryce, Lorenzo di Bonaventura, Tom DeSanto, Don Murphy (Paramount Pictures)                                      |
| 2019 | Holmes és Watson, producer: Jimmy Miller, Clayton Townsend (Columbia Pictures, Gary Sanchez Productions)                                                      |
| 2019 | Gotti, producer: Randall Emmett, George Furla (Emmett/Furla/Oasis Films)                                                                                      |
| 2019 | Haláli bábjáték, producer: Ben Falcone, Jason Lust, Melissa McCarthy, Brian Henson Jeffrey M. Hayes (Black Bear Pictures, Henson Alternative)                 |
| 2019 | Robin Hood, producer: Jennifer Davisson, Leonardo DiCaprio (Summit Entertainment)                                                                             |
| 2019 | Szellemek háza, producer: Benedict Carver, Tobin Armbrust (Blacklab Entertainment, Imagination Design Works)                                                  |

### 2020-as évek
| Év   | „Győztesek” és jelöltek |
| ---- | --- |
| 2020 | Macskák, producer: Debra Hayward, Tim Bevan, Eric Fellner, Tom Hooper (Working Title Films, Amblin Entertainment, Monumental Pictures, The Really Useful Group)                                             |
| 2020 | A Madea Family Funeral, producer: Ozzie Areu, Will Areu, Tyler Perry, Mark E. Swinton (The Tyler Perry Company, Tyler Perry Studios)                                                                        |
| 2020 | Rambo V. – Utolsó vér, producer: Avi Lerner, Kevin King Templeton, Yariv Lerner, Les Weldon (Millennium Media, Balboa Productions)                                                                          |
| 2020 | The Fanatic, producer: Fred Durst, Oscar Generale, Daniel Grodnik, Bill Kenwright, John Travolta (Daniel Grodnik Productions, Fig Production Group, Media Finance Capital)                                  |
| 2020 | The Haunting of Sharon Tate, producer: Eric Brenner, Daniel Farrands, Lucas Jarach (Skyline Entertainment, ETA Films, 1428 Films)                                                                           |
| 2021 | Absolute Proof, producer: Mary Fanning, Brannon Howse, Mike Lindell (WVW Broadcast Network) |
| 2021 | 365 nap, producer: Maciej Kawulski, Robert Kijak, Ewa Lewandowska, Tomasz Mandes, Anna Wasniewska (Ekipa, Future Space, Next Film)                                                                          |
| 2021 | A vágyak szigete, producer: Jason Blum, Marc Toberoff, Jeff Wadlow (Columbia Pictures, Blumhouse Productions, Tower of Babble Entertainment)                                                                |
| 2021 | Dolittle, producer: Susan Downey, Jeff Kirschenbaum, Joe Roth (Universal Pictures, Dentsu, Perfect World Pictures)                                                                                          |
| 2021 | Music, producer: Vincent Landay, Sia (Landay Entertainment, Atlantic Films, Crush Pictures) |
| 2022 | Diana: A musical, producer: Christine Earl, Frank Marshall, Beth Williams (The Kennedy/Marshall Company, Seeker Productions, Apache Digital)                                                                |
| 2022 | Karen, producer: Mary Aloe, Cory Hardrict, Taryn Manning, Tirrell D. Whittley (Flixville USA, BondIt Media Capital, Burke Management)                                                                       |
| 2022 | Nő az ablakban, producer: Scott Rudin, Eli Bush, Anthony Katagas (Fox 2000 Pictures, Scott Rudin Productions)                                                                                               |
| 2022 | Space Jam: Új kezdet, producer: Ryan Coogler, LeBron James, Duncan Henderson, Maverick Carter (Warner Animation Group, Proximity, SpringHill Entertainment)                                                 |
| 2022 | Végtelen, producer: Lorenzo di Bonaventura, Mark Huffam, Stephen Levinson, Mark Vahradian, Mark Wahlberg, John Zaozirny (Paramount Pictures, New Republic Pictures, Di Bonaventura Pictures)                |
| 2023 | Szöszi, producer: Dede Gardner, Jeremy Kleiner és Brad Pitt (Netflix) |
| 2023 | A sellő és a Napkirály, producer: David Brookwell, Paul Currie, Wei Han, James Pang Hong és Sean McNamara (Gravitas Ventures)                                                                               |
| 2023 | Good Mourning, producer: Chris Long, Machine Gun Kelly, Jib Polhemus és Mod Sun (Open Road Films) |
| 2023 | Morbius, producer: Avi Arad, Lucas Foster és Matt Tolmach (Columbia) |
| 2023 | Pinokkió (Pinocchio), producer: Derek Hogue, Andrew Milano, Chris Weitz és Robert Zemeckis (Disney+) |
| 2024 | Micimackó: Vér és méz, producer: Scott Jeffrey és Rhys Frake-Waterfield (Jagged Edge Productions) |
| 2024 | Az ördögűző: A hívő, producer: Jason Blum, David C. Robinson és James G. Robinson (Blumhouse Productions)                                                                                                   |
| 2024 | Feláldozh4tók, producer: Kevin King-Templeton, Les Weldon, Yariv Lerner és Jason Statham (Vértice Cine, Millennium Films)                                                                                   |
| 2024 | Meg 2. – Az árok, producer: Lorenzo di Bonaventura és Belle Avery (CMC Pictures, DF PicturesDi Bonaventura Pictures, Apelles Entertainment)                                                                 |
| 2024 | Shazam! Az istenek haragja, producer: Peter Safran (New Line Cinema, DC Entertainment, The Safran Company)                                                                                                  |
| 2025 | Madame Web, producer: Lorenzo di Bonaventura (Columbia Pictures, Marvel Entertainment, Di Bonaventura Pictures)                                                                                             |
| 2025 | Borderlands, producer: Ari Arad, Avi Arad, Erik Feig (Media Capital Technologies, Arad Productions, Picturestart, Gearbox Studios, 2K)                                                                      |
| 2025 | Joker: Kétszemélyes téboly, producer: Todd Phillips, Emma Tillinger Koskoff, Joseph Garner (Bron Creative, Warner Bros. Pictures, DC Studios, Sikelia Productions, Village Roadshow Pictures, Joint Effort) |
| 2025 | Megalopolisz, producer: Barry Hirsch, Fred Roos, Michael Bederman, Francis Ford Coppola (American Zoetrope, Caesar Film LLC)                                                                                |
| 2025 | Reagan, producer: Mark Joseph (Alluwee Productions, MJM Entertainment, Rawhide Pictures) |